# Atheta californica
Atheta californica är en skalbaggsart som beskrevs av Max Bernhauer 1907. Atheta californica ingår i släktet Atheta och familjen kortvingar. Inga underarter finns listade i Catalogue of Life.